# Sigfred Victor Raben-Levetzau
Sigfred Victor Raben-Levetzau (ved dåben: Raben) (2. september 1741 – 23. april 1819) var en dansk adelsmand, godsejer og overceremonimester ved hoffet, bror til bl.a. Carl Adolph, Caroline Agnese og Otto Ludvig Raben.
Han var søn af Christian Frederik Raben og Berte Scheel von Plessen. 1787 skiftede han navn til Raben-Levetzau, da han arvede stamhuset Restrup. Han var hvid ridder.
23. juli 1791 ægtede han Antoinette Elisabeth komtesse Holstein-Ledreborg (1773-1833). Maleren Jens Juel har afbildet parret på Det Rabenske Familiebillede (1796, på Glorup).